# The House That Went Crazy
The House That Went Crazy è un cortometraggio muto del 1914 diretto da Harry Jackson.

## Produzione
Il film fu prodotto dalla Selig Polyscope Company.

## Distribuzione
Distribuito dalla General Film Company, il film - un cortometraggio in una bobina - uscì nelle sale cinematografiche statunitensi il 4 settembre 1914.